# وينغ إيد
وينغ إيد (بالإنجليزية: Wing Python IDE)‏ هو بيئة تطوير متكاملة من تطوير Wingware، طور خصيصًا للغة البرمجة بايثون، يدعم البرنامج التحرير والاختبار وتصحيح الأخطاء والفحص والتصفح والتحقق من الأخطاء.

## روابط خارجية
- الموقع الرسمي